# Tour de Ski 2022-2023
Navigation
2022 2024
La 17e édition du Tour de Ski se déroule du 31 décembre 2022 au 8 janvier 2023. Cette compétition, intégrée à la coupe du monde 2022-2023, est organisée par la Fédération internationale de ski. L'épreuve comprend sept étapes constituant un parcours entamé à Val Müstair en Suisse, avant de faire étape à Oberstdorf, en Allemagne et à Val di Fiemme en Italie.
Les tenants du titre sont le Norvégien Johannes Høsflot Klæbo chez les hommes et la Russe Natalia Nepryaeva chez les femmes.
Au terme de la compétition,  Johannes Høsflot Klæbo s'impose devant ses compatriotes Simen Hegstad Krüger et Hans Christer Holund . Chez les femmes, la Suédoise Frida Karlsson s'impose devant la Finalandaise Kerttu Niskanen et la Norvégienne Tiril Udnes Weng.

## Calendrier
| Étape | Lieu          | Date             | Épreuves                                         | Distance | Distance | Heures de départ | Heures de départ |
| Étape | Lieu          | Date             | Épreuves                                         | Femmes   | Hommes   | Femmes           | Hommes           |
| ----- | ------------- | ---------------- | ------------------------------------------------ | -------- | -------- | ---------------- | ---------------- |
| 1     | Val Müstair   | 31 décembre 2022 | Sprint - Style Libre                             | 1,5 km   | 1,5 km   | 14 h 00          | 14 h 00          |
| 2     | Val Müstair   | 1er janvier 2023 | Poursuite - Style Classique                      | 10 km    | 10 km    | 12 h 00          | 13 h 15          |
| 3     | Oberstdorf    | 3 janvier 2023   | Départ par intervalle - Style Classique          | 10 km    | 10 km    | 11 h 45          | 14 h 45          |
| 4     | Oberstdorf    | 4 janvier 2023   | Poursuite - Style Libre                          | 20 km    | 20 km    | 14 h 30          | 11 h 15          |
| 5     | Val di Fiemme | 6 janvier 2023   | Sprint - Style Classique                         | 1,5 km   | 1,5 km   | 12 h 30          | 12 h 30          |
| 6     | Val di Fiemme | 7 janvier 2023   | Départ en ligne - Style Classique                | 15 km    | 15 km    | 11 h 45          | 14 h 30          |
| 7     | Val di Fiemme | 8 janvier 2023   | Ascension finale : Départ en ligne - Style Libre | 10 km    | 10 km    | 11 h 00          | 12 h 45          |

## Classements

### Classement général
| Pos | Nom                  | Temps             |
| --- | -------------------- | ----------------- |
| 1   | Johannes H. Klæbo    | 2 h 44 min 28 s 9 |
| 2   | Simen Hegstad Krüger | + 59 s 5          |
| 3   | Hans Christer Holund | + 1 min 21 s 3    |
| 4   | Federico Pellegrino  | + 1 min 44 s 4    |
| 5   | Pål Golberg          | + 2 min 5 s 3     |
| 6   | Calle Halfvarsson    | + 2 min 9 s 2     |
| 7   | Sjur Røthe           | + 2 min 9 s 9     |
| 8   | Friedrich Moch       | + 2 min 26 s 4    |
| 9   | Didrik Tønseth       | + 2 min 43 s 0    |
| 10  | Jules Lapierre       | + 2 min 48 s 5    |

| Pos | Nom               | Temps            |
| --- | ----------------- | ---------------- |
| 1   | Frida Karlsson    | 3 h 9 min 31 s 4 |
| 2   | Kerttu Niskanen   | + 33 s 2         |
| 3   | Tiril Udnes Weng  | + 47 s 6         |
| 4   | Rosie Brennan     | + 1 min 42 s 1   |
| 5   | Katharina Hennig  | + 2 min 13 s 0   |
| 6   | Heidi Weng        | + 2 min 27 s 2   |
| 7   | Astrid Øyre Slind | + 2 min 52 s 1   |
| 8   | Lotta Udnes Weng  | + 3 min 5 s 8    |
| 9   | Teresa Stadlober  | + 3 min 16 s 2   |
| 10  | Delphine Claudel  | + 4 min 17 s 0   |

### Classement des sprints
| Pos | Nom                    | Points |
| --- | ---------------------- | ------ |
| 1   | Johannes Høsflot Klæbo | 159    |
| 2   | Sindre Bjørnestad Skar | 84     |
| 3   | Calle Halfvarsson      | 84     |
| 4   | Federico Pellegrino    | 77     |
| 5   | Pål Golberg            | 50     |
| 6   | Simen Hegstad Krüger   | 40     |
| 7   | Michal Novák           | 33     |
| 8   | Sjur Røthe             | 32     |
| 9   | Didrik Tønseth         | 24     |
| 10  | William Poromaa        | 22     |

| Pos | Nom               | Points |
| --- | ----------------- | ------ |
| 1   | Tiril Udnes Weng  | 130    |
| 2   | Frida Karlsson    | 102    |
| 3   | Lotta Udnes Weng  | 76     |
| 4   | Kerttu Niskanen   | 68     |
| 5   | Katharina Hennig  | 45     |
| 6   | Nadine Fähndrich  | 40     |
| 7   | Heidi Weng        | 31     |
| 8   | Jessica Diggins   | 26     |
| 9   | Rosie Brennan     | 24     |
| 10  | Astrid Øyre Slind | 17     |

## Détail des étapes

### Étape 1
31 décembre 2022, Val Müstair, Suisse
- Les 30 sprinters qualifiés pour les 1/4 de finale bénéficient d'un bonus en secondes réparti comme suit :
  - Finale : 60–54–48–46–44–42
  - Demi-finale : 32–30–28–26–24–22
  - Quart de finale : 10–10–10–8–8–8–8–8–6–6–6–6–6–4–4–4–4–4

| Pos | Nom                    | Temps        | BS |
| --- | ---------------------- | ------------ | -- |
| 1   | Johannes Høsflot Klæbo | 3 min 0 s 98 | 60 |
| 2   | Federico Pellegrino    | + 0 s 18     | 54 |
| 3   | Sindre Bjørnestad Skar | + 2 s 19     | 48 |
| 4   | Michal Novák           | + 3 s 39     | 46 |
| 5   | Richard Jouve          | + 3 s 41     | 44 |
| 6   | Lucas Chanavat         | + 28 s 66    | 42 |

| Pos | Nom                | Temps         | BS |
| --- | ------------------ | ------------- | -- |
| 1   | Nadine Fähndrich   | 3 min 23 s 56 | 60 |
| 2   | Maja Dahlqvist     | + 0 s 47      | 54 |
| 3   | Lotta Udnes Weng   | + 0 s 62      | 48 |
| 4   | Tiril Udnes Weng   | + 2 s 35      | 46 |
| 5   | Frida Karlsson     | + 3 s 39      | 44 |
| 6   | Anne Kjersti Kalvå | + 7 s 95      | 42 |

### Étape 2
1er janvier 2023, Val Müstair, Suisse
| Pos | Nom                     | Temps         |
| --- | ----------------------- | ------------- |
| 1   | Johannes Høsflot Klæbo  | 25 min 55 s 0 |
| 2   | Pål Golberg             | + 10 s 2      |
| 3   | Federico Pellegrino     | + 10 s 2      |
| 4   | Simen Hegstad Krüger    | + 28 s 0      |
| 5   | Sindre Bjørnestad Skar  | + 29 s 6      |
| 6   | Martin Løwstrøm Nyenget | + 33 s 4      |
| 7   | William Poromaa         | + 33 s 8      |
| 8   | Michal Novák            | + 33 s 1      |
| 9   | Hans Christer Holund    | + 34 s 7      |
| 10  | Didrik Tønseth          | + 35 s 2      |

| Pos | Nom                | Temps         |
| --- | ------------------ | ------------- |
| 1   | Tiril Udnes Weng   | 28 min 51 s 3 |
| 2   | Kerttu Niskanen    | + 0 s 4       |
| 3   | Frida Karlsson     | + 0 s 6       |
| 4   | Anne Kjersti Kalvå | + 1 s 9       |
| 5   | Lotta Udnes Weng   | + 21 s 8      |
| 6   | Katharina Hennig   | + 41 s 9      |
| 7   | Rosie Brennan      | + 44 s 9      |
| 8   | Heidi Weng         | + 1 min 3 s 3 |
| 9   | Nadine Fähndrich   | + 1 min 3 s 5 |
| 10  | Astrid Øyre Slind  | + 1 min 3 s 9 |

### Étape 3
3 janvier 2023, Oberstdorf, Allemagne
| Pos | Nom                    | Temps         |
| --- | ---------------------- | ------------- |
| 1   | Johannes Høsflot Klæbo | 21 min 38 s 5 |
| 2   | Simen Hegstad Krüger   | + 12 s 4      |
| 3   | Didrik Tønseth         | + 22 s 4      |
| 4   | Calle Halfvarsson      | + 24 s 9      |
| 5   | Pål Golberg            | + 26 s 9      |
| 6   | Ben Ogden              | + 30 s 0      |
| 7   | Andrew Musgrave        | + 38 s 9      |
| 8   | Håvard Moseby          | + 42 s 6      |
| 9   | Francesco De Fabiani   | + 42 s 8      |
| 10  | Hans Christer Holund   | + 43 s 2      |

| Pos | Nom                | Temps         |
| --- | ------------------ | ------------- |
| 1   | Frida Karlsson     | 24 min 53 s 3 |
| 2   | Krista Pärmäkoski  | + 16 s 6      |
| 3   | Anne Kjersti Kalvå | + 18 s 1      |
| 4   | Tiril Udnes Weng   | + 20 s 0      |
| 5   | Kerttu Niskanen    | + 40 s 7      |
| 6   | Katharina Hennig   | + 41 s 2      |
| 7   | Teresa Stadlober   | + 43 s 4      |
| 8   | Astrid Øyre Slind  | + 46 s 9      |
| 9   | Eva Urevc          | + 51 s 5      |
| 10  | Heidi Weng         | + 55 s 9      |

### Étape 4
4 janvier 2023, Oberstdorf, Allemagne
| Pos | Nom                    | Temps         |
| --- | ---------------------- | ------------- |
| 1   | Johannes Høsflot Klæbo | 41 min 35 s 8 |
| 2   | Sindre Bjørnestad Skar | + 1 s 8       |
| 3   | Federico Pellegrino    | + 2 s 1       |
| 4   | Calle Halfvarsson      | + 2 s 9       |
| 5   | Sjur Røthe             | + 3 s 4       |
| 6   | Pål Golberg            | + 3 s 5       |
| 7   | William Poromaa        | + 4 s 0       |
| 8   | Simen Hegstad Krüger   | + 4 s 0       |
| 9   | Didrik Tønseth         | + 4 s 3       |
| 10  | Emil Iversen           | + 4 s 5       |

| Pos | Nom                | Temps          |
| --- | ------------------ | -------------- |
| 1   | Frida Karlsson     | 48 min 2 s 6   |
| 2   | Krista Pärmäkoski  | + 14 s 1       |
| 3   | Tiril Udnes Weng   | + 1 min 28 s 0 |
| 4   | Anne Kjersti Kalvå | + 1 min 29 s 3 |
| 5   | Patrīcija Eiduka   | + 1 min 46 s 1 |
| 6   | Teresa Stadlober   | + 1 min 46 s 2 |
| 7   | Eva Urevc          | + 1 min 47 s 1 |
| 8   | Jessica Diggins    | + 1 min 47 s 4 |
| 9   | Katharina Hennig   | + 1 min 49 s 1 |
| 10  | Heidi Weng         | + 1 min 49 s 3 |

### Étape 5
6 janvier 2023, Val di Fiemme, Italie
| Pos | Nom                    | Temps         | BS |
| --- | ---------------------- | ------------- | -- |
| 1   | Johannes Høsflot Klæbo | 2 min 43 s 85 | 60 |
| 2   | Calle Halfvarsson      | + 0 s 26      | 54 |
| 3   | Simone Mocellini       | + 0 s 94      | 48 |
| 4   | Lucas Chanavat         | + 1 s 23      | 46 |
| 5   | Johan Häggström        | + 1 s 41      | 44 |
| 6   | Antoine Cyr            | + 2 s 99      | 42 |

| Pos | Nom               | Temps        | BS |
| --- | ----------------- | ------------ | -- |
| 1   | Lotta Udnes Weng  | 3 min 6 s 04 | 60 |
| 2   | Tiril Udnes Weng  | + 0 s 35     | 54 |
| 3   | Mathilde Myhrvold | + 0 s 67     | 48 |
| 4   | Katharina Hennig  | + 0 s 83     | 46 |
| 5   | Krista Pärmäkoski | + 1 s 29     | 44 |
| 6   | Tereza Beranová   | + 2 s 55     | 42 |

### Étape 6
7 janvier 2023, Val di Fiemme, Italie
| Pos | Nom                    | Temps         |
| --- | ---------------------- | ------------- |
| 1   | Johannes Høsflot Klæbo | 39 min 59 s 2 |
| 2   | Pål Golberg            | + 0 s 4       |
| 3   | Francesco De Fabiani   | + 1 s 2       |
| 4   | Antoine Cyr            | + 1 s 3       |
| 5   | Calle Halfvarsson      | + 1 s 6       |
| 6   | William Poromaa        | + 1 s 9       |
| 7   | Simen Hegstad Krüger   | + 2 s 1       |
| 8   | Didrik Tønseth         | + 3 s 1       |
| 9   | Hans Christer Holund   | + 3 s 6       |
| 10  | Federico Pellegrino    | + 4 s 7       |

| Pos | Nom                     | Temps         |
| --- | ----------------------- | ------------- |
| 1   | Katharina Hennig        | 44 min 26 s 7 |
| 2   | Frida Karlsson          | + 0 s 7       |
| 3   | Kerttu Niskanen         | + 0 s 8       |
| 4   | Rosie Brennan           | + 1 s 0       |
| 5   | Teresa Stadlober        | + 10 s 9      |
| 6   | Astrid Øyre Slind       | + 17 s 3      |
| 7   | Tiril Udnes Weng        | + 29 s 2      |
| 8   | Anne Kyllönen           | + 34 s 4      |
| 9   | Heidi Weng              | + 34 s 7      |
| 10  | Katherine Stewart-Jones | + 36 s 2      |

| Nom                    | Temps |
| ---------------------- | ----- |
| Johannes Høsflot Klæbo | 15    |
| Calle Halfvarsson      | 12    |
| Pål Golberg            | 10    |
| Hans Christer Holund   | 8     |
| Michal Novák           | 6     |
| Simen Hegstad Krüger   | 5     |
| Friedrich Moch         | 4     |
| Francesco de Fabiani   | 3     |
| Andrew Musgrave        | 2     |
| William Poromaa        | 1     |

| Nom                     | Temps |
| ----------------------- | ----- |
| Frida Karlsson          | 15    |
| Tiril Udnes Weng        | 12    |
| Kerttu Niskanen         | 10    |
| Rosie Brennan           | 8     |
| Katharina Hennig        | 6     |
| Teresa Stadlober        | 5     |
| Astrid Øyre Slind       | 4     |
| Delphine Claudel        | 3     |
| Katherine Stewart-Jones | 2     |
| Anne Kyllönen           | 1     |

### Étape 7
8 janvier 2023, Val di Fiemme, Italie
| Pos | Nom                     | Temps         |
| --- | ----------------------- | ------------- |
| 1   | Simen Hegstad Krüger    | 31 min 20 s 4 |
| 2   | Hans Christer Holund    | + 4 s 8       |
| 3   | Jules Lapierre          | + 25 s 0      |
| 4   | Sjur Røthe              | + 27 s 4      |
| 5   | Friedrich Moch          | + 38 s 9      |
| 6   | Johannes Høsflot Klæbo  | + 45 s 5      |
| 7   | Hugo Lapalus            | + 56 s 4      |
| 8   | Federico Pellegrino     | + 1 min 2 s 9 |
| 9   | Irineu Esteve Altimiras | + 1 min 4 s 1 |
| 10  | Clément Parisse         | + 1 min 8 s 2 |

| Pos | Nom               | Temps          |
| --- | ----------------- | -------------- |
| 1   | Delphine Claudel  | 36 min 35 s 4  |
| 2   | Heidi Weng        | + 20 s 2       |
| 3   | Sophia Laukli     | + 35 s 7       |
| 4   | Kerttu Niskanen   | + 36 s 2       |
| 5   | Jessica Diggins   | + 53 s 5       |
| 6   | Rosie Brennan     | + 54 s 1       |
| 7   | Teresa Stadlober  | + 1 min 5 s 2  |
| 8   | Margrethe Bergane | + 1 min 12 s 6 |
| 9   | Eva Urevc         | + 1 min 14 s 2 |
| 10  | Tiril Udnes Weng  | + 1 min 15 s 6 |